# Terzo d'Aquileia
Terzo d'Aquileia é uma comuna italiana da região do Friuli-Venezia Giulia, província de Udine, com cerca de 2.660 habitantes. Estende-se por uma área de 28 km², tendo uma densidade populacional de 95 hab/km². Faz fronteira com Aquileia, Cervignano del Friuli, Grado (GO), Torviscosa, Villa Vicentina.

## Demografia
| Variação demográfica do município entre 1861 e 2011                               |
|                                                                                   |
| Fonte: Istituto Nazionale di Statistica (ISTAT) - Elaboração gráfica da Wikipedia |